# دعوني أعيش (فلم)
دعوني اعيش هو فيلم تشويق وإثارة مصري من إخراج أحمد ضياء الدين وبطولة ماجدة، محسن سرحان، صلاح نظمي، كمال الشناوي وفاطمة رشدي.

## نبذه
في صحراء السويس تقع أرملة لعوب تملك أحد المقاهي في حب السائق (رجب) الذي بدوره يحب أختها الصغيرة (نعمات)، فتحاول قتلها لكنها تهرب لتختبئ عند مهندس بترول فيخفيها، ويقرر أن تقيم معه في الصحراء حيث مكان عمله، ويقرر الزواج منها، لكن يصل (حسام) شقيقه الأصغر ويقع في غرامها، لكنه ينسحب بعد معرفته بحب شقيقه الأكبر لها، يعلم (رجب) بالأمر فيقرر هو وأختها قتل المهندس، وإخفاء جثته، وتصوير الحادث على أنه قضاء وقدر وينجحان في ذلك، يحاول(حسام)كشف غموض موت أخيه.

## طاقم العمل
- ماجدة بدور نعمات
- محسن سرحان بدور رجب
- صلاح نظمي بدور عزت
- كمال الشناوي بدور حسام
- فاطمة رشدي بدور فايقة
- سلامة إلياس بدور مدير شركة البترول
- مطاوع عويس بدور يقال

## وصلات خارجية
- مقالات تستعمل روابط فنية بلا صلة مع ويكي بيانات
- دعوني أعيش على الدهليز